# Tamanka
Tamanka — рід риб родини Оксудеркових (Oxudercidae).

## Види
Містить такі види:
- Tamanka maculata Aurich, 1938
- Tamanka siitensis Herre, 1927